# Gunmen
Gunmen je páté studiové album německé powermetalové hudební skupiny Orden Ogan. Vydáno bylo 7. července 2017 u vydavatelství AFM Records. Podle zpěváka, kytaristy a producenta Sebastiana Levermanna jsou na albu party, které jsou nejagresivnější v dosavadní historii kapely. Zároveň ale před vydáním řekl, že deska bude obsahovat také chytlavé písně. Digipak edice alba obsahuje bonusové DVD se záznamem koncertu na festivalu Wacken Open Air 2016.
David Havlena, redaktor magazínu Spark, o albu napsal, že se jedná o „prvotřídní powermetalové album, které bude v dané kategorii sakra žhavým tělískem.“ Desku ohodnotil maximálními šesti body, v celkovém hodnocení všech redaktorů časopisu pak Gunmen získalo 4,23 bodů, čímž se stalo čtvrtým nejlépe hodnoceným albem měsíce červenec v žebříčku Sparku. Deska se v německé hitparádě Media Control Charts umístila na osmém místě.

## Seznam skladeb
Všechny skladby napsal(i) Orden Ogan. 
| Pořadí         | Název                          | Délka |
| -------------- | ------------------------------ | ----- |
| 1.             | Gunman                         | 5:17  |
| 2.             | Fields of Sorrow               | 6:43  |
| 3.             | Forlorn and Forsaken           | 4:48  |
| 4.             | Vampire in Ghost Town          | 6:16  |
| 5.             | Come with Me to the Other Side | 6:14  |
| 6.             | The Face of Silence            | 6:14  |
| 7.             | Down Here                      | 3:16  |
| 8.             | Ashen Rain                     | 3:54  |
| 9.             | One Last Chance                | 5:15  |
| 10.            | Finis Coronat Opus             | 8:48  |
| Celková délka: | Celková délka:                 | 56:45 |

| Bonusové DVD | Bonusové DVD                 | Bonusové DVD |
| Pořadí       | Název                        | Délka        |
| ------------ | ---------------------------- | ------------ |
| 1.           | Orden Ogan (intro)           |              |
| 2.           | Ravenhead                    |              |
| 3.           | Here at the End of the World |              |
| 4.           | We Are Pirates!              |              |
| 5.           | Deaf Among the Blind         |              |
| 6.           | Sorrow Is Your Tale          |              |
| 7.           | F.E.V.E.R                    |              |
| 8.           | The Things We Believe in     |              |
| 9.           | In Grief and Chains          |              |

## Obsazení
- Sebastian Levermann – zpěv, kytara
- Tobi – kytara
- Niels Löffler – basová kytara
- Dirk Meyer-Berhorn – bicí

Hosté
- Liv Kristine – zpěv ve skladbě „Come with Me to the Other Side“